# Барце (Великопольське воєводство)
Барце (пол. Barce) — село в Польщі, у гміні Крамськ Конінського повіту Великопольського воєводства.
Населення — 267 осіб (2011).
У 1975-1998 роках село належало до Конінського воєводства.

## Демографія
Демографічна структура станом на 31 березня 2011 року:
|          | Загалом | Допрацездатний вік | Працездатний вік | Постпрацездатний вік |
| -------- | ------- | ------------------ | ---------------- | -------------------- |
| Чоловіки | 133     | 33                 | 83               | 17                   |
| Жінки    | 134     | 25                 | 73               | 36                   |
| Разом    | 267     | 58                 | 156              | 53                   |